# Antalya
Antalya, dříve známá také jako Adalia, je město a přístav nacházející se na tureckém pobřeží Středozemního moře, na Turecké riviéře s přibližně 2,3 miliony obyvatel. Město je centrem a sídlem stejnojmenné provincie a turistickým letoviskem. Je to třetí nejnavštěvovanější město světa podle počtu mezinárodních příletů (k roku 2012). Je zde mezinárodní letiště. 

## Historie
Antalya byla založena jako Attaleia pergamonským králem Attalem II. ve 2. století př. n. l.; v celé provincii je také mnoho měst z dob starověké Lýkie, Pamfýlie a Pisídie. Oblast však byla osídlena již v paleolitu (vykopávky v jeskyni Karain na sever od města).
V oblasti postupně vládli Frygové, Lýdové, Peršané a Řekové. Po smrti Alexandra Makedonského tu vládli egyptští Ptolemaiovci, babylonští Seleukovci a pergamští Eumenovci. Od roku 67 př. n. l. Římané, po nich Byzantinci a Seldžukové.
Město se dostalo pod osmanskou nadvládu nejprve na konci 14. století na krátkou dobu a poté nakonec natrvalo v roce 1426. Nicméně až do poloviny 20. století nikdy nedosáhlo nad úroveň malého města. Důvodem byl fakt, že větší obchodní trasy se městu většinou vyhýbaly. Významný byl nicméně obchod s Kyprem, také se zde nacházela loděnice. V 16. století zde vypuklo povstání.
Na konci první světové války bylo město s jeho okolí přislíbeno Itálii, nicméně toto nakonec nebylo uskutečněno a Antalya se stala součástí Turecké republiky. V 80. letech 20. století došlo k prudkému rozvoji turistického ruchu. V roce 1985 zde byla otevřena zóna volného obchodu. Má rozlohu 607 130 m2 a je jednou z dvaceti jedna tohoto typu v Turecku.

## Části města
Díky unikátní kombinaci historických památek a příjemného středomořského pobřeží je Antalya ideálním turistickým letoviskem, často nazývaným jako „centrum tureckého turismu“. Mezi přístavem a žijícím centrem města se nachází Kaleici, staré město postavené ještě v dobách řeckého osídlení Antalyi. Mezi starými domy jsou úzké dlážděné uličky. Přestože jsou ve městě nyní hlavně hotely a obchody pro turisty, stále jsou zde velmi dobře patrné stopy po Byzantincích, Římanech a Seldžucích. Velká část nalezených archeologických vykopávek je umístěna v Archeologickém muzeu.

## Vodopády
Antalya je městem vodopádů. Na vyhlídkové terase nad městem se nachází památník s 35 vysokým umělým vodopádem, kde vody padají vedle sochy Mustafy Kemala Atatürka s nápisem citujícím jeho výrok „Antalya je bezpochyby nejkrásnějším místem na světě.“ Nedaleko na sever od centra města se nachází park s 20 metrů vysokými vodopády tekoucími v úzkém kaňonu krasové řeky Düden. Na tyto vodopády nazvané Horní vodopády Düden navazují na samém konci řeky věhlasné Dolní vodopády Düden, které padají ze 40 metrů vysokého útesu rovnou do moře.    

## Ekonomika
Významný je místní přístav. Okolo dvou třetin obchodu je realizováno se zeměmi Evropské unie. V okolní krajině se pěstuje řada zemědělských plodin, včetně subtropických a tropických (např. citrusy, banány). Na okraji města se nacházejí vodní elektrárny Kepez, které pro potřeby města poskytují ročně až 170 GWh elektrické energie.

## Významné stavby
- Kaleici – Starý přístav
- Park Karaalioglu
- Yivli Minare – Flétnový minaret
- Kesik Minare – Useknutý minaret
- Üçkapılar – Hadriánova brána (v tureckém překladu „Tři brány“)
- Mešita Tekeli Mehmeta Paši – vybudovaná v 18. století v městské části Kalekapisi
- Památník Mustafy Kemala Atatürka

## Partnerská města
- Austin, USA
- Bat Jam, Izrael
- Čeboksary, Rusko
- Famagusta, Severní Kypr
- Chaj-kchou, Čína
- Čondžu, Jižní Korea
- Kazaň, Rusko
- Malmö, Švédsko
- Mostar, Bosna a Hercegovina
- Norimberk, Německo
- Rostov na Donu, Rusko
- Taldykorgan, Kazachstán